# Alphonse Ferminne
Alphonse Eugène Ghislain Ferminne (30 octobre 1873 - 31 janvier 1946) fut un homme politique belge wallon membre du Parti catholique.
Ferminne fut docteur en médecine.
En 1906, il fut élu conseiller communal à Corbais, dont il fut échevin jusqu'en 1908.
En 1932, il devint sénateur coopté en suppléance de Fernand Golenvaux.